# Antimoniato di sodio
L'antimoniato di sodio è un composto chimico di formula {\displaystyle {\ce {NaSbO3.3H2O}}}.

## Caratteristiche strutturali e fisiche
Si tratta di un composto polimorfico.
| N. di donatori di legami a idrogeno            | 3           |
| N. di accettori di legami a idrogeno           | 3           |
| N. di atomi pesanti                            | 7           |
| Massa monoisotopica                            | 240,88134 u |
| Superficie polare                              | 3 Å²        |
| Energia libera di Gibbs standard di formazione | - 2,072 eV  |
| Densità                                        | 4,71 g/cm3  |
| Banda proibita                                 | 2,680 eV    |

| Costanti della cella       | A = 5.209(1) B = 5.209(1) C = 15.250(5) α = 90° β = 90° γ = 120° |
| Volume della cella         | 358,35                                                           |
| N. di elettroni di valenza | 48                                                               |

## Sintesi
Il composto può essere sintetizzato a partire da:
- {\displaystyle {\ce {Na2CO3}}} e {\displaystyle {\ce {Sb2O3}}},[9]
- {\displaystyle {\ce {Sb2O3 + As2O3 + PbO -> NaSb(OH)6 + AsO4^3- + HPbO^2-}}}[10]

## Applicazioni
Il composto viene usato nella preparazione di nanomateriali, ceramiche piezoelettriche e ne è stato proposto l'utilizzo nella gestione dell'antimonio bianco contenente arsenico derivante dal processo pirometallurgico della jamesonite.